# Coupe de Tunisie de football 2022-2023
Navigation
Coupe de Tunisie 2021-2022 Coupe de Tunisie 2023-2024
La coupe de Tunisie de football 2022-2023 ou coupe Hédi-Chaker est la 66e édition de la coupe de Tunisie depuis 1956 et la 91e au total, une compétition à élimination directe mettant aux prises des centaines de clubs de football amateurs et professionnels à travers la Tunisie. Elle est organisée par la Fédération tunisienne de football.

## Calendrier
| Tour                                           | Nom                 | Date retenues             | Équipes entrantes | Équipes participantes | Équipes gagnantes |
| Tour préliminaire                              | Tour préliminaire   | Tour préliminaire         | Tour préliminaire | Tour préliminaire     | Tour préliminaire |
| ---------------------------------------------- | ------------------- | ------------------------- | ----------------- | --------------------- | ----------------- |
| 1                                              | 1er tour            | 15 janvier 2023           | 24                | 24                    | 12                |
| 1                                              | 2e tour             | 16 janvier 2023           | 20                | 44                    | 22                |
| 1                                              | 3e tour             | 22 janvier 2023           | 32                | 32                    | 16                |
| 1                                              | 4e tour             | 27 janvier 2023           | 16                | 16                    | 16                |
| Tour final (entrée des 16 clubs de la Ligue I) |                     |                           |                   |                       |                   |
| 3                                              | Seizièmes de finale | 12, 15 et 16 février 2023 | 16                | 32                    | 16                |
| 4                                              | Huitièmes de finale | 19 et 22 février 2023     | -                 | 16                    | 8                 |
| 5                                              | Quarts de finale    | 26 février 2023           | -                 | 8                     | 4                 |
| 6                                              | Demi-finale         | 12 avril 2023             | -                 | 4                     | 2                 |
| 7                                              | Finale              | 28 mai 2023               | -                 | 2                     | 1 (vainqueur)     |

## Compétiton

### Tours préliminaires

#### Premier tour
Les résultats du premier tour préliminaire sont les suivants :
| Date du match   | Équipe 1      | Équipe 2        | Score 90 min | Score Prol. | Tirs au but |
| --------------- | ------------- | --------------- | ------------ | ----------- | ----------- |
| 15 janvier 2023 | CS M'saken    | Kalâa Sport     | 1-0          | -           | -           |
| 15 janvier 2023 | CS Bembla     | CS Korba        | 0-0          | 0-0         | 4-5         |
| 15 janvier 2023 | AS Marsa      | ES Radès        | 1-2          | -           | -           |
| 15 janvier 2023 | AS Djerba     | JS Kairouan     | 0-0          | 0-1         | -           |
| 15 janvier 2023 | EM Mahdia     | Jendouba Sports | 0-0          | 3-0         | -           |
| 15 janvier 2023 | CS Hammam Lif | SC Moknine      | 2-0          | -           | -           |
| 15 janvier 2023 | ES Zarzis     | SS Sfaxien      | 2-3          | -           | -           |
| 15 janvier 2023 | EGS Gafsa     | AS Mohamedia    | 2-2          | 3-2         | -           |
| 15 janvier 2023 | SC Ben Arous  | CO Médenine     | 1-1          | -           | 6-5         |
| 15 janvier 2023 | JS El Omrane  | Stade gabésien  | Forfait      | -           | -           |
| 15 janvier 2023 | ES Jerba      | ES Rogba        | Forfait      | -           | -           |

#### Deuxième tour
Les résultats du deuxième tour préliminaire sont les suivants :
| Date du match   | Équipe 1           | Équipe 2              | Score 90 min | Score Prol. | Tirs au but |
| --------------- | ------------------ | --------------------- | ------------ | ----------- | ----------- |
| 15 janvier 2023 | Baath Beni Mcherga | FC Hammamet           | 1-1          | 1-1         | 2-4         |
| 15 janvier 2023 | ES Kérib           | Jérissa               | 1-0          | -           | -           |
| 15 janvier 2023 | AS Ariana          | CS Cheminots          | 2-0          | -           | -           |
| 15 janvier 2023 | Club medjezien     | SA Menzel Bourguiba   | 0-0          | 0-0         | 1-3         |
| 15 janvier 2023 | PS Sakiet Eddaïer  | OC Kerkenah           | 1-0          | -           | -           |
| 15 janvier 2023 | AS Menzel Ennour   | US Ksibet el-Médiouni | 0-1          | -           | -           |
| 15 janvier 2023 | AS Messaadi        | Ahly Hajri            | 1-2          | -           | -           |
| 15 janvier 2023 | ES El Jem          | AS Zaouiet Sousse     | 0-1          | -           | -           |
| 15 janvier 2023 | US Ksour Essef     | AS Bennani            | 2-0          | -           | -           |
| 15 janvier 2023 | ES Fahs            | ES Ghorbane           | 0-0          | -           | 4-1         |
| 15 janvier 2023 | Ahly sfaxien       | US Carthaginoise      | 1-0          | -           | -           |
| 15 janvier 2023 | US Chebika         | BS Bou Hajla          | 0-1          | -           | -           |
| 15 janvier 2023 | CS Bir El Hafey    | AS Guettar            | 1-1          | -           | 3-4         |
| 15 janvier 2023 | LPTA Tozeur        | MS Métlaoui           | 1-0          | -           | -           |
| 15 janvier 2023 | FC Mdhilla         | BS Regueb             | 3-0          | -           | -           |
| 15 janvier 2023 | FC Jilma           | OS Kébili             | 2-1          | -           | -           |
| 15 janvier 2023 | AS Hassi Amor      | CS Jebiniana          | 2-1          | -           | -           |
| 15 janvier 2023 | Mégrine Sport      | ES Tazarka            | 2-0          | -           | -           |
| 15 janvier 2023 | AS Sbikha          | FC Ras Jebel          | 3-1          | -           | -           |
| 15 janvier 2023 | Stade soussien     | Sfax railway sport    | 1-0          | -           | -           |
| 15 janvier 2023 | AS Kasserine       | ES Aloui              | 2-1          | -           | -           |
| 15 janvier 2023 | LS Sidi Bouzid     | US Métouia            | Forfait      | -           | -           |
| 15 janvier 2023 | US Bousalem        | CJ Hajeb El Ayoun     | Forfait      | -           | -           |
| 16 janvier 2023 | OC Chenini         | ES Bouchamma          | -            | -           | -           |

#### Troisième tour
Les résultats du troisième tour préliminaire sont les suivants :
| Date du match   | Équipe 1              | Équipe 2            | Score 90 min | Score Prol. | Tirs au but |
| --------------- | --------------------- | ------------------- | ------------ | ----------- | ----------- |
| 21 janvier 2023 | US Ksibet el-Médiouni | AS Sbikha           | 0-0          | 2-0         | -           |
| 21 janvier 2023 | JS Tozeur             | AS Batan            | 1-2          | -           | -           |
| 21 janvier 2023 | AB Guettar            | STIR Zarzouna       | 0-0          | 2-0         | -           |
| 21 janvier 2023 | AS Kalâa Kebira       | LPS Tozeur          | 2-2          | 2-2         | 2-4         |
| 21 janvier 2023 | ES Douar Hicher       | SS Sidi Makhlouf    | 0-0          | 0-0         | 4-5         |
| 21 janvier 2023 | Teboulbou Gabès       | AS Mahrès           | 1-0          | -           | -           |
| 21 janvier 2023 | US Bousalem           | Stade soussien      | 3-1          | -           | -           |
| 21 janvier 2023 | Ahly sfaxien          | SA Menzel Bourguiba | 2-3          | -           | -           |
| 21 janvier 2023 | Al Ahly Hajri         | AS Jilma            | 3-1          | -           | -           |
| 21 janvier 2023 | US Ksour Essef        | AS Kasserine        | 1-1          | 1-1         | 1-4         |
| 21 janvier 2023 | SS Sbiba              | FC Hammamet         | 2-5          | -           | -           |
| 21 janvier 2023 | ES Bouchemma          | ES Krib             | 2-1          | -           | -           |
| 21 janvier 2023 | GS Bekalta            | AS Ariana           | 1-1          | 1-1         | 4-3         |
| 21 janvier 2023 | FC Menzel Temime      | Mégrine Sport       | 1-1          | 1-1         | 3-4         |
| 22 janvier 2023 | ES Bou Hajla          | PS Sakiet Eddaïer   | 0-4          | -           | -           |
| 22 janvier 2023 | ES Ksour              | Wided Sers          | 2-1          | -           | -           |

#### Quatrième tour
Les résultats du quatrième tour préliminaire sont les suivants :
| Date du match   | Équipe 1          | Équipe 2              | Score 90 min | Score Prol. | Tirs au but |
| --------------- | ----------------- | --------------------- | ------------ | ----------- | ----------- |
| 27 janvier 2023 | JS Kairouan       | SS Sfax               | 0-0          | 0-0         | 4-5         |
| 27 janvier 2023 | EM Mahdia         | AS Gabès              | 1-0          | -           | -           |
| 27 janvier 2023 | Teboulbou Gabès   | JS Omrane             | 0-4          | -           | -           |
| 27 janvier 2023 | SC Ben Arous      | FC Hammamet           | 0-2          | -           | -           |
| 27 janvier 2023 | CS Hammam Lif     | CS Korba              | 1-0          | -           | -           |
| 27 janvier 2023 | SS Sidi Makhlouf  | ES Radès              | 0-1          | -           | -           |
| 27 janvier 2023 | FC Mdhilla        | CS M'saken            | 0-0          | 0-0         | 4-5         |
| 27 janvier 2023 | EGS Gafsa         | US Ksibet el-Médiouni | 2-1          | -           | -           |
| 27 janvier 2023 | AB Guettar        | ES Djerba             | 0-2          | -           | -           |
| 27 janvier 2023 | PS Sakiet Eddaïer | AS Kasserine          | 0-0          | 0-0         | 3-4         |
| 27 janvier 2023 | ES Bouchamma      | SA Menzel Bourguiba   | 2-2          | 2-2         | 4-5         |
| 27 janvier 2023 | LS Sidi Bouzid    | Mégrine Sport         | 1-1          | 1-2         | -           |
| 27 janvier 2023 | Ahly Hajri        | US Bousalem           | 0-0          | 0-2         | -           |
| 27 janvier 2023 | SS Ksour          | GS Bekalta            | 1-1          | 1-2         | -           |
| 27 janvier 2023 | ES Bou Hajla      | AS Zaouiet Sousse     | 3-1          | -           | -           |
| 27 janvier 2023 | AS Batan          | LPTA Tozeur           | 0-1          | -           | -           |

### Phase finale

#### Seizièmes de finale
Les résultats des seizièmes de finale sont les suivants :
| Date du match   | Équipe 1            | Équipe 2         | Score 90 min | Score Prol. | Tirs au but |
| --------------- | ------------------- | ---------------- | ------------ | ----------- | ----------- |
| 12 février 2023 | SA Menzel Bourguiba | ES Hammam Sousse | 1-0          | -           | -           |
| 12 février 2023 | AS Bou Hajla        | Ghezal Bekalta   | 1-0          | -           | -           |
| 16 février 2023 | Club africain       | EM Mahdia        | 3-0          | -           | -           |
| 12 février 2023 | CS M'saken          | AS Rejiche       | 1-0          | -           | -           |
| 12 février 2023 | JS El Omrane        | EO Sidi Bouzid   | 0-0          | 1-1         | 5-4         |
| 12 février 2023 | CS Sfax             | SS Sfaxien       | 2-0          | -           | -           |
| 12 février 2023 | FC Hammamet         | Olympique Béja   | 1-1          | 1-1         | 3-5         |
| 12 février 2023 | AS Kasserine        | ES Radès         | 1-0          | -           | -           |
| 12 février 2023 | US Bousalem         | Stade tunisien   | 0-1          | -           | -           |
| 12 février 2023 | ES Sahel            | AS Soliman       | 2-0          | -           | -           |
| 12 février 2023 | US Tataouine        | ES Métlaoui      | 1-1          | 1-1         | 1-3         |
| 12 février 2023 | CS Chebba           | CS Hammam Lif    | 1-1          | 1-1         | 4-3         |
| 15 février 2023 | ES Tunis            | ES Jerba         | 2-1          | -           | -           |
| 15 février 2023 | US Ben Guerdane     | US Monastir      | 1-0          | -           | -           |
| 12 février 2023 | Mégrine Sport       | CA Bizerte       | 0-0          | 0-0         | 2-4         |
| 12 février 2023 | LPTA Tozeur         | EGS Gafsa        | 1-2          | -           | -           |

#### Huitièmes de finale
Les résultats des huitièmes de finale sont les suivants :
| Date du match   | Équipe 1            | Équipe 2        | Score 90 min | Score Prol. | Tirs au but |
| --------------- | ------------------- | --------------- | ------------ | ----------- | ----------- |
| 19 février 2023 | SA Menzel Bourguiba | AS Bou Hajla    | 1-0          | -           | -           |
| 19 février 2023 | Club africain       | CS M'saken      | 4-0          | -           | -           |
| 19 février 2023 | JS El Omrane        | CS Sfax         | 1-1          | 1-1         | 0-3         |
| 19 février 2023 | AS Kasserine        | Olympique Béja  | 0-0          | 0-0         | 3-4         |
| 19 février 2023 | Stade tunisien      | ES Sahel        | 1-1          | 1-1         | 4-3         |
| 19 février 2023 | ES Métlaoui         | CS Chebba       | 1-1          | 2-1         | -           |
| 22 février 2023 | ES Tunis            | US Ben Guerdane | 4-0          | -           | -           |
| 19 février 2023 | CA Bizerte          | EGS Gafsa       | 2-0          | -           | -           |

#### Quarts de finale
| Date du match   | Équipe 1            | Équipe 2       | Score 90 min | Score Prol. | Tirs au but |
| --------------- | ------------------- | -------------- | ------------ | ----------- | ----------- |
| 26 février 2023 | SA Menzel Bourguiba | Club africain  | 0-1          | -           | -           |
| 26 février 2023 | CS Sfax             | Olympique Béja | 2-2          | 2-2         | - 2-4       |
| 26 février 2023 | Stade tunisien      | ES Métlaoui    | 2-1          | -           | -           |
| 5 avril 2023    | ES Tunis            | CA Bizerte     | 2-0          | -           | -           |

### Demi-finales
Les demi-finales se déroulent les 12 et 13 avril 2023.
| Demi-finale 1       | Club africain                               | 0 - 0                 | Olympique Béja                           | Stade olympique de Radès, Radès |  |
| 12 avril 2023 16h00 |                                             | (0 - 0, 0 - 0, 0 - 0) |                                          |                                 |  |
| 12 avril 2023 16h00 | Rapport                                     |                       |                                          |                                 |  |
| 12 avril 2023 16h00 | Dhaoudi · Ghandri · Sabo · Garreb · Khalifa | Tirs au but 2 - 3     | Bouguerra · Ben Rajeh · Derbali · Agbozo |                                 |  |

| Demi-finale 2       | ES Tunis                                    | 3 - 2   | Stade tunisien                      | Stade olympique de Radès, Radès |  |
| 13 avril 2023 16h00 | Ben Romdhane 2e · Benayad 17e · Elhouni 21e | (3 - 2) | 13e (pen.) 44e (pen.) Oussama Shili |                                 |  |
| 13 avril 2023 16h00 | Rapport                                     |         |                                     |                                 |  |

### Finale
| Finale            | Olympique Béja        | 1 - 0   | ES Tunis | Stade olympique de Radès, Radès | |
| 28 mai 2023 16h00 | Oussama Bouguerra 66e | (0 - 0) |          | Spectateurs : 30 000 Diffuseur : Al-Kass Sports Channel Arbitrage : Hicham Guirat Arbitres assistants : Faouzi Jridi Mohamed Mzid Quatrième arbitre : Dorsaf Ganouati Arbitre vidéo : Nasrallah Jaoudi Houda Afine | Spectateurs : 30 000 Diffuseur : Al-Kass Sports Channel Arbitrage : Hicham Guirat Arbitres assistants : Faouzi Jridi Mohamed Mzid Quatrième arbitre : Dorsaf Ganouati Arbitre vidéo : Nasrallah Jaoudi Houda Afine |
| 28 mai 2023 16h00 | Rapport               |         |          | Spectateurs : 30 000 Diffuseur : Al-Kass Sports Channel Arbitrage : Hicham Guirat Arbitres assistants : Faouzi Jridi Mohamed Mzid Quatrième arbitre : Dorsaf Ganouati Arbitre vidéo : Nasrallah Jaoudi Houda Afine | Spectateurs : 30 000 Diffuseur : Al-Kass Sports Channel Arbitrage : Hicham Guirat Arbitres assistants : Faouzi Jridi Mohamed Mzid Quatrième arbitre : Dorsaf Ganouati Arbitre vidéo : Nasrallah Jaoudi Houda Afine |